# طبقه مالیاتی
طبقه مالیاتی (انگلیسی: Tax bracket) به دسته‌بندی‌های مختلف درآمدی گفته می‌شود که برای محاسبه میزان مالیات بر درآمد افراد یا شرکت‌ها استفاده می‌شود. هر طبقه مالیاتی دارای نرخ مالیاتی متفاوتی است که به درآمد مشمول مالیات در آن طبقه اعمال می‌شود. به عبارت دیگر، هر چه درآمد شما در طبقه بالاتری قرار گیرد، نرخ مالیاتی که باید بپردازید بیشتر خواهد بود.
برای مثال، فرض کنید در یک نظام مالیاتی فرضی، سه طبقه مالیاتی وجود دارد:
- طبقه اول: درآمد تا ۲۰ میلیون تومان با نرخ مالیاتی ۱۰٪
- طبقه دوم: درآمد از ۲۰ میلیون تا ۵۰ میلیون تومان با نرخ مالیاتی ۱۵٪
- طبقه سوم: درآمد بیش از ۵۰ میلیون تومان با نرخ مالیاتی ۲۰٪

در این مثال، اگر درآمد شما ۳۰ میلیون تومان باشد، ۲۰ میلیون تومان اول با نرخ ۱۰٪ و ۱۰ میلیون تومان بعدی با نرخ ۱۵٪ مشمول مالیات می‌شود.
این سیستم به منظور ایجاد عدالت مالیاتی طراحی شده است، به طوری که افراد با درآمد بالاتر، سهم بیشتری در تأمین مالی دولت داشته باشند. با این حال، نظام طبقه‌بندی مالیاتی می‌تواند پیچیده باشد و در کشورهای مختلف متفاوت باشد. برخی کشورها از سیستم مالیات تصاعدی استفاده می‌کنند که در آن نرخ مالیات با افزایش درآمد، به صورت پلکانی افزایش می‌یابد. برخی دیگر از سیستم مالیات ثابت استفاده می‌کنند که در آن نرخ مالیات برای همه سطوح درآمدی یکسان است.
در ایران، سیستم مالیات بر درآمد افراد حقیقی تصاعدی است و شامل چندین طبقه مالیاتی با نرخ‌های مختلف می‌شود. همچنین، برخی از درآمدها مانند درآمد حاصل از کشاورزی و صادرات، از مالیات معاف هستند. 